# Grammotaulius ornatus
Grammotaulius ornatus là một loài Trichoptera trong họ Limnephilidae. Chúng phân bố ở miền Cổ bắc.